# Al-Kàmil ibn Xihab-ad-Din
Al-Kàmil Muhàmmad ibn Xihab-ad-Din Ghazi —àrab: الكامل محمد بن شهاب الدين غازي, al-Kāmil Muḥammad b. Xihāb ad-Dīn Ḡāzī— fou un emir aiúbida de Mayyafarikin.
Va succeir el seu pare Xihab-ad-Din Ghazi ibn al-Àdil vers 1246 (les dates varien entre 1245 i 1247). Va intentar negociar amb els mongols que ja havien atacat Mayyafarikin el 1244 i el 1247 van renovar el seu atac i van assetjar un temps la fortalesa sense èxit.
Després del 1250 va anar a Damasc per demanar ajut al seu parent an-Nàssir Yússuf ibn al-Aziz emir d'Alep, que ara governava també a Damasc (1250-1260) però no va aconseguir res; Yússuf va preferir negociar amb els mongols i els va enviar com ambaixador al famós historiador Izz-ad-Din ibn Xaddad.
El 1258 els mongols comanats per Tashmut, un fill del kan Hulegu, van assetjar Mayyafarikin per tercer cop (octubre/novembre) i finalment la van conquerir el 1260 després d'una resistència desesperada. Al-Kàmil i el seu germà al-Àixraf foren fets presoners i enviats a la cort ilkhànida davant el kan Hulegu que els va fer executar tots dos. El cap d'al-Kàmil va ser exhibit per diverses ciutats de Síria.